# گمینا چیخانوو
گمینا چیخانوو (به لهستانی:  Gmina Ciechanów) یک گمینا در لهستان است که در شهرستان چیخانوف واقع شده‌است. گمینا چیخانوو ۱۴۰٫۲۳ کیلومتر مربع مساحت و ۶٬۸۸۵ نفر جمعیت دارد.